# Gold-Berufkraut
Das Gold-Berufkraut (Erigeron aureus) ist eine Pflanzenart aus der Familie der Korbblütler (Asteraceae).

## Beschreibung
Das Gold-Berufkraut ist eine kurzlebige ausdauernde krautige Pflanze, die Wuchshöhen von 2 bis 15 (20) Zentimeter erreicht. Die Pflanze ist kurzhaarig und bildet eine Pleiokorm-Wurzel aus. Die meisten Blätter sind in einer Rosette angeordnet. Die Grundblattspreite misst 15 bis 60 × 3 bis 13 Millimeter und ist verkehrteiförmig. Die ungefähr 3 Stängelblätter sind klein. Die Köpfe sind einzeln und haben einen Durchmesser von 2 bis 5 Zentimeter. Die Strahlblüten sind blassgelb bis gelb und 1,4 bis 2,5 Millimeter breit.
Die Blütezeit reicht von Juni bis August.
Die Chromosomenzahl beträgt 2n = 18.

## Vorkommen
Das Gold-Berufkraut kommt im Nordwesten der USA und in Südwest-Kanada auf alpinen Felsfluren vor.

## Nutzung
Das Gold-Berufkraut wird selten als Zierpflanze für Steingärten genutzt.